# المرأة في الجيش السوفيتي والروسي
لعبت المرأة في الجيش الروسي والسوفياتي العديد من الأدوار في التاريخ العسكري لبلدهن، حيث لعبن دورا هاما في الحروب بشكل عام والحرب العالمية الأولى والثانية بشكل خاص.

## الحرب العالمية الأولى

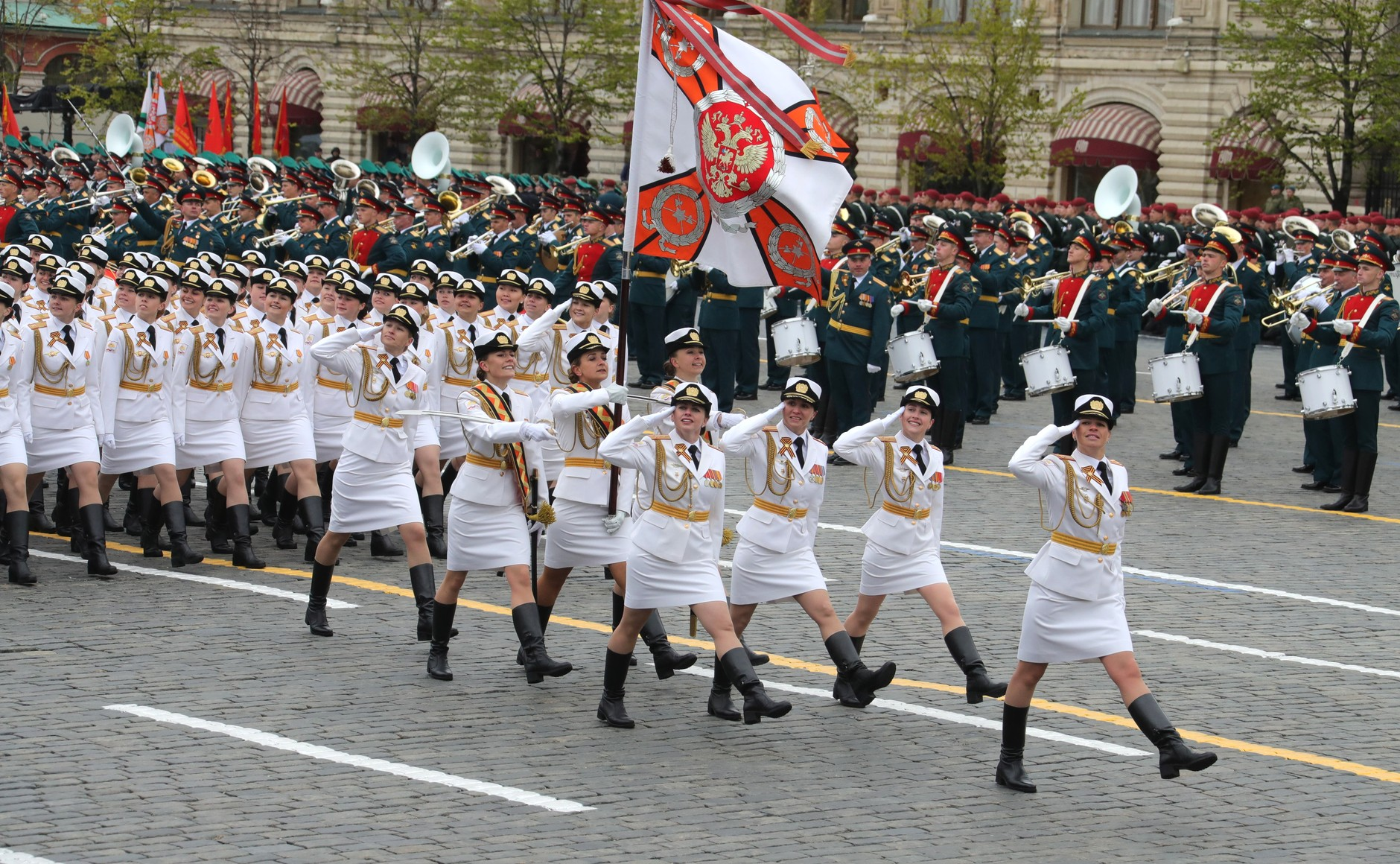
مجندات روسيات.

خدمت النساء في القوات المسلحة الروسية بأعداد صغيرة في المراحل الأولى من الحرب، لكن أعدادهن زادت بعد خسائر روسية فادحة مثل معركة تاننبرغ وبحيرات ماسوريان والحاجة إلى زيادة القوى العاملة. وكان أحد هؤلاء المجندين ماريا بوخريفا التي خدمت في الكتيبة الاحتياطية الخامسة والعشرين للجيش الروسي. بعد تنازل نيكولاس الثاني عن روسيا في مارس 1917، أقنعت رئيس الوزراء المؤقت ألكسندر كيرينسكي بالسماح لها بتشكيل كتيبة نسائية، حيث جندت في كتيبتها النسائية مجموعة نساء تتراوح أعمارهن بين 13 و 25 سنة وناشدن الحصول على الدعم في سلسلة من الاجتماعات العامة، حيث جندت حوالي 2000 جندي. خاضت الكتيبة خلال هجوم يونيو ضد القوات الألمانية في عام 1917. ثلاثة أشهر من القتال خفضت أعدادهم إلى حوالي مائتين وخمسين.
تم حل كتيبة النساء بعد الانقلاب العسكري الفاشل المعروف باسم قضية كورنيلوف. حظي قائدها، الجنرال لافار كورنيلوف، بدعم قوي من باتكاروفا، وتم اعتبار كتيبة النساء كمتعاطفين محتملين. تم إعادة هيكلة غالبية أعضاء الكتيبة لتصبح كتيبة بتروغراد الأولى للنساء.
كانت هذه المجموعة في القصر الشتوي في ليلة الثورة البلشفية، إلى جانب مجموعة غير مدربة وفوج دراجات. لقد تصاعدت المقاومة لكنها سقطت في النهاية، على الرغم من أن هناك 5 حالات وفاة فقط في اقتحام قصر الشتاء. قام البلاشفة المنتصرون بحل المجموعة رسميا.
ً
العديد من النساء الطيارات معروفات في الحرب العالمية الأولى. حيث تم تكليف الأميرة يوجين شاكوفسكايا بالعمل كطيار مدفعي واستطلاع، بعد أن تطوعت للعمل في سلاح الجو الإمبراطوري الروسي في عام 1914 (واحدة من الطيارات العسكريات الأولى في العالم) وطارت بمهمة أسطول سلاح الجو السادس والعشرين في سلاح الجو عام 1917 لمدة تسعة أشهر. بسبب صلاتها بالعائلة الإمبراطورية، تم تسريحها بعد ثورة أكتوبر.
كانت ليوبوف أ. جولانشيكوفا رائدة تجريبية ساهمت بطائرتها في الجيوش القيصرية. تم تعيين هيلين ب. سامسونوفا في سرب الجو الخامس فيلق كطيار استطلاع. وفي عام 1915، تعتبر نيديشدا ديتيريفا أول طيار يصاب في القتال بينما كانت في مهمة استطلاعية على الجبهة النمساوية في غاليسيا.

## الحرب العالمية الثانية
شغلت النساء العديد من المناصب في القوات المسلحة في الحرب العالمية الثانية. ففي معظم البلدان، تميل النساء في الغالب إلى أدوار إدارية وطبية ومساعده. ولكن في الاتحاد السوفياتي شاركت النساء أيضًا في كمقاتلات في الخط الأمامي. خدمت أكثر من 800,000 امرأة في القوات المسلحة السوفياتية في الحرب العالمية الثانية، معظمهن طبيات وممرضات، والتي تمثل أكثر من 3 في المئة من إجمالي الموظفين؛ ما يقرب من 200,000 منهم كن بزينتهن. حصل 89 منهم في نهاية المطاف على أعلى جائزة للاتحاد السوفيتي، بطل الاتحاد السوفياتي، خدموا كطيارين، قناصة، مدافع رشاشة، أعضاء طاقم الدبابات والحزبيين، وكذلك في أدوار مساعدة. وبالرغم من قل عدد هؤلاء النساء، فمع ذلك، تمت ترقيتهم لرتبة ضباط.

### الطيارات
بالنسبة للسيدات الطيارات السوفييتين، كانت مارينا راسكوفا، الطيارة الروسية الشهيرة، لها دور فعال في هذا المجال، كما أصبحت راسكوفا مشهورًة كطيار ومستكشف في الثلاثينات من القرن الماضي. كانت أول امرأة تصبح طيارا في سلاح الجو السوفياتي في عام 1933.
ويعود الفضل إليها في استخدام صلاتها الشخصية مع جوزيف ستالين لإقناع الجيش بتشكيل ثلاثة أفواج قتالية للنساء. كان الاتحاد السوفيتي أول دولة تسمح للطيارات بالطيران في مهام قتالية. هذه الأفواج كانت بقوة قرابة مائة من النساء، قامت هذه الأفواج بأكثر من 30,000 طلعة جوية، وأنتجت أكثر من عشرين بطل لدى الاتحاد السوفياتي، وشملت اثنين من المقاتلين. كانت هذه الوحدة العسكرية تسمى في البداية مجموعة الطيران 122 عندما تلقت الأفواج الثلاثة التدريبات بعد تدريبهم، تلقت الأفواج الثلاثة تسمياتهم الرسمية مثل فوج الطائرات المقاتلة 586، وفوج قاذفة القنابل 587، وفوج قاذفة الليلي 588. تم تكريم اثنين من الوحدات بعد تعيينهم كحرس وإعادة تسميتهم.

### القوات البرية
```
استخدم الاتحاد السوفيتي النساء أيضا للقيام بواجبات القنص وللتأثير الجيد، بما في ذلك نينا أليكسييفنا لوبكوفسكايا 
والأوكرانية
 
لودميلا بافيلتشينكو
 (التي اقتنصت أكثر من 300 من جنود العدو).
```

وجد السوفييت أن مهنة القناصة تناسب النساء جيدًا، لأن القناصة الجيدين يتحلون بالصبر والحذر والتعمد، ويجب عليهم تجنب القتال اليدوي التكتيكي. عملت النساء أيضًا في أدوار غير قتالية مثل الممرضات والطاقم الطبي وموظفي الاتصالات والمسؤولين السياسيين، وكذلك -بأعداد صغيرة- كمدافع رشاشة وسائقي الدبابات. كانت منشوك ماميتوفا مدفع رشاش من كازاخستان وكانت أول امرأة آسيوية تحصل على لقب بطل الاتحاد السوفيتي بعد أن رفضت التراجع مع بقية فوجها.

### الحروب غير النظامية
شكلت النساء أعدادًا كبيرة من الثوار السوفييتين. أحد أشهرها هي زويا كوسموديمانسكايا، التي حصلت بعد وفاتها على لقب بطلة الاتحاد السوفيتي في 16 فبراير 1942.
أما عن أصغر امرأة تصبح بطلة الاتحاد السوفيتي كانت أيضًا مقاتلة المقاومة بارتيزان سوفييت.

## بعد عام 1945
بعد الحرب، تركت معظم النساء القوات المسلحة. أولئك الذين بقوا لجعل حياتهم المهنية في القوات المسلحة في فترة ما بعد الحرب رأوا أن المواقف القديمة تعود وتشجع والفرص أكثر صعوبة. أيضا، أغلقت بعض الأكاديميات العسكرية أبوابها أمام النساء رغم سياسة المساواة الرسمية المفترضة.
في عام 1967، توصلت القوانين العالمية للواجب العسكري الروسي إلى أن النساء كن أكبر مصدر للجنود المتاحين خلال فترات التجنيد على النطاق الواسع. وهكذا، ومن ثم تم وضع العديد من البرامج خلال ذروة الحرب الباردة لتشجيع النساء على الاشتراك. ومن الأمثلة على ذلك المشاركة في برامج الشباب ذات التوجيه العسكري والمشاركة القسرية في الاحتياطيات للسيدات السابقين في الخدمة العسكرية حتى سن الأربعين. كما إحتوت الجامعات على أماكن لتدريب ضباط الاحتياط، والتي كانت ملحقة بمكان الاحتياطيات خاصة للأطباء. ولكن تم حظر بعض الأدوار المفتوحة أمام النساء خلال الحرب.
تتمتع المرأة بالحق القانوني في الخدمة في القوات المسلحة الروسية طوال فترة ما بعد الحرب الباردة. في عام 2002 ، كانت 10% من القوات المسلحة الروسية (100,000 من مجموع القوة النشطة من 988,100) من النساء.

### الحرب العالمية الثانية
- Campbell, D'Ann. "Women in Combat: The World War Two Experience in the United States, Great Britain, Germany, and the Soviet Union" Journal of Military History (April 1993), 57:301-323. online edition
- Cottam, K. Jean. "Soviet Women in Combat in World War II: The Ground Forces and the Navy," International Journal of Women's Studies (1980) 3#4 pp 345–357
- Cottam, K. Jean. "Soviet Women in Combat in World War II: The Rear Services, Resistance behind Enemy Lines and Military Political Workers," International Journal of Women's Studies (1982) 5#4 pp 363–378
- Cottam, K. Jean. Soviet Airwomen in Combat in World War II (Manhattan, KS: Military Affairs/Aerospace Historian Publishing, 1983)
- Krylova, Anna. Soviet Women in Combat: A History of Violence on the Eastern Front (2010)
- Krylova, Anna. "Stalinist Identity from the Viewpoint of Gender: Rearing a Generation of Professionally Violent Women-Fighters in 1930s Stalinist Russia," Gender & History (2004) 16#3 pp 626–653.
- Markwick, Roger D. "A Sacred Duty": Red Army Women Veterans Remembering the Great Fatherland War, 1941-1945," Australian Journal of Politics & History, (2008), 54#3 pp. 403-420.
- Maubach, Franka; Satjukow, Silke. "Zwischen Emanzipation und Trauma: Soldatinnen im Zweiten Weltkrieg (Deutschland, Sowjetunion, USA)" Historische Zeitschrift, (April 2009), Vol. 288 Issue 2, pp 347–384
- Merry, Lois K. Women Military Pilots of World War II: A History with Biographies of American, British, Russian and German Aviators., (2010).
- Pennington, Reina. Wings, Women & War: Soviet Airwomen in World War II Combat, (2007).
- Pennington, Reina. "Offensive Women: Women in Combat in the Red Army in the Second World War" Journal of Military History, (2010) 74#3 pp 775–820